# André
André (zkratka An) je moštová odrůda révy vinné (Vitis vinifera), určená k výrobě červených vín, která byla vyšlechtěna v Československu roku 1960, kříženec odrůd Frankovka a Svatovavřinecké.

## Popis
Réva vinná (Vitis vinifera) odrůda André je jednodomá dřevitá pnoucí liána dorůstající v kultuře až několika metrů. Kmen tloušťky až několik centimetrů je pokryt světlou borkou, která se loupe v pruzích. Úponky umožňují této rostlině pnout se po tvrdých předmětech. Růst je středně bujný, v mládí až bujný, se vzpřímenými letorosty. Včelka je zelená s bělavými chloupky. Uzavřené mladé lístky ve vrcholku letorostu mají načervenalé okraje. Vrcholek letorostu je hustě bíle vlnatě ochlupený. Apikální mladé lístky jsou žlutozelené, zřídka s jemným narůžovělým okrajem. Letorost je hnědě fialový. Jednoleté réví je středně silné, tmavohnědé, v uzlech intenzívněji zabarvené. Zimní pupeny jsou malé.
List středně velký až velký, tvar čepele je pětiúhelníkový, tří až pětilaločnatý s mělkými až středně hlubokými horními bočními výkroji. Vrchní strana čepele listu je lehce zvlněná, slabě až středně puchýřnatá, spodní jemně chloupkatá. Řapíkový výkroj je plně překrytý, bez průsvitu, řapík je krátký, narůžovělý.
Oboupohlavní pětičetné květy v hroznovitých květenstvích jsou žlutozelené, samosprašné. Plodem jsou malé až středně velké bobule (16 mm, 1,33 g), které jsou kulaté, někdy deformované, modročerné, s celoplošným voskovým povlakem. Slupka středně pevná a obsahuje hodně barviva, dužnina je bez zbarvení, řídká až rozplývavá, plné chuti. Semeno je středně velké, světle hnědé, zobáček je tupý, krátký. Hrozen je středně velký až velký (150-200 mm, 150-360 g), kónický, velmi hustý, při bázi s výrazným křidélkem, s krátkou, nazelenalou stopkou.

## Původ a rozšíření
André je moštová odrůda vinné révy (Vitis vinifera), která byla vyšlechtěna ve Šlechtitelské stanici vinařské ve Velkých Pavlovicích na Břeclavsku křížením odrůd Frankovka a Svatovavřinecké. Šlechtění začalo v roce 1961 a uznáno bylo v roce 1980. Šlechtitelem odrůdy byl Ing. Jaroslav Horák.
Odrůda není příbuzná a její název nijak nesouvisí s odrůdou Andrè (Andran) z italského Piemontu, popsanou H. Goethem roku 1887 v jeho díle „Ampelographisches Wörterbuch“.
Do Státní odrůdové knihy České republiky byla odrůda zapsána v roce 1980. Je zapsána v Listině registrovaných odrůd na Slovensku, kde je také na menších plochách pěstována. Na 4 hektarech byla roku 2007 vysazena i v Německu. V Čechách se André pro své pozdní zrání téměř nepěstuje, najdeme ji především ve vinařské oblasti Morava, hojnější je v podoblastech Velkopavlovické a Slovácké, v okolí Brna a Mutěnic, na Bzenecku a v Podluží. V České republice se roku 2004 pěstovala na 288 hektarech, roku 1999 byla vysazena na 1,3 % a roku 2010 na 1,5 % celkové plochy vinic. Průměrný věk porostů se v ČR roku 2010 pohyboval kolem 21 let. Udržovateli odrůdy jsou v ČR Ampelos - Šlechtitelská stanice vinařská Znojmo, a.s. a Šlechtitelská stanice vinařská Velké Pavlovice.

## Název
Název dostala odrůda podle návrhu pracovníků Šlechtitelské stanice ve Velkých Pavlovicích po německém pedagogovi a přírodovědci Christianu Karlu Andrém (1763–1831), který působil od roku 1798 v Brně jako ředitel školy evangelicko-luteránské obce, sekretář tehdejší Moravskoslezské společnosti pro zvelebování orby, přírodoznalectví a vlastivědy a zasloužil se také o založení zemského muzea na Moravě. 
André v Brně založil, jako první na světě, spolek pro šlechtění ovoce a podnítil tak zájem o získávání nových odrůd křížením.
André mimo jiné dalo název leteckému klubu (Letecký klub Nad krajem André o.s. se sídlem ve Velkých Pavlovicích), spolku obcí a místní cyklostezce.
Další, lokálně používaná synonyma odrůdy André jsou : Andrea, Semenáč A 16-76.

## Pěstování
Pro hluboké půdy i pro vápenatější půdy jsou vhodné podnože K 5BB nebo Cr 2, používá se též 125 AA a LE-K/1. Řez se provádí buď na krátké čípky (Vertiko) a popřípadě horizontální ramínka (palmety, amrella), nebo na tažně. Zatížení keřů po řezu má činit 6–7 oček na 1 m². Odrůda je vhodná pro střední i vysoké způsoby vedení. Poskytuje vysoké a pravidelné výnosy ve výši 10 až 15 t/ha při cukernatosti 17 až 20° ČNM a obsahu kyselin 9-11 g/l. Pro dosažení kvalitní sklizně je nutno dodržovat uvedené zatížení na keř, při vysokých výnosech se kvalita hroznů jako suroviny pro výrobu vína snižuje.

### Fenologie
Doba rašení oček a doba květu je středně pozdní až pozdní, rašení probíhá koncem dubna až začátkem května, odrůda kvete ve 2. a 3. dekádě června, květy neopadávají. Zaměkání bobulí začíná v srpnu, odrůda dozrává pozdně, sklizňová zralost začíná až v polovině října, nejpozději se hrozny sklízí začátkem listopadu.

### Choroby a škůdci
Proti napadení plísní révovou (Plasmopara viticola) a padlím révovým (Uncinula necator) je odrůda průměrně odolná, proti napadení plísní šedou (Botrytis cinerea) je odolná dobře. Má běžnou odolnost proti škůdcům bez výrazných výkyvů. Zimními a jarními mrazy poškozována nebývá, neboť dřevo dobře vyzrává a odrůda raší později.

### Poloha a půdy
Vysoké a pravidelné sklizně dává na hlubokých, úrodných půdách v teplých polohách. Na lehčích půdách, méně zásobených vodou, je nutné řezem pozorně regulovat zatížení keřů plodnými očky. Při přetížení keřů tyto rychle ztrácejí svou životnost.

## Víno
Barva typového vína je tmavá, intenzivně granátově červená, vůně je odrůdová, svou hloubkou a plností připomíná jižní typy vín, chuť vína je harmonická, víno má vysoký obsah extraktu. Chuť může být u mladých vín či u vín, vyrobených z nevyzrálých hroznů, výrazně kyselá a hrubá, vyzrálé víno je plné, aromatické, s tříslovinou.
Kvalitní víno odrůdy André, vyrobené z vyzrálých hroznů, je vhodné k dlouhodobějšímu zrání v dubových sudech (12-18 měsíců) a následně i v láhvi. V dobrém roce s příznivými podmínkami poskytuje André velmi kvalitní červená vína. Při odpovídajícím zatížení v dobrých ročnících může poskytovat hrozny k produkci ledových a slámových vín. Mnohé vinaře bohužel svádí velká plodnost odrůdy a produkují pak vína světlá, tvrdá a drsná. Vína z dobře vyzrálých hroznů jsou tmavě granátová, ovocné vůně peckovitého ovoce, u zralých vín s tóny borůvek, případně povidel. Chuť je plná, harmonická, po vyzrání na sudech a na lahvích hebká, se zralými tříslovinami a s vyšší kyselinkou. Ve vůni a chuti můžeme hledat ostružiny, borůvky, povidla. Vína jsou obecně vhodná k delší archivaci.

### Stolování
Vína André jsou vhodná ke grilovaným masům a k tučnějším sýrům. Jsou vděčným doplňkem k tvrdým sýrům a tmavým a uzeným masům.

### Multimédia
- Ing. Radek Sotolář : Multimediální atlas podnožových, moštových a stolních odrůd révy, Mendelova zemědělská a lesnická universita Brno, zahradnická fakulta v Lednici Atlas, PDF
- Martin Šimek : Encyklopédie všemožnejch odrůd révy vinné z celýho světa s přihlédnutím k těm, co již ouplně vymizely, 2008-2012